# Rivière Powwow
La rivière Powwow est une rivière de 36,7 kilomètres de long, située dans le New Hampshire et le Massachusetts aux États-Unis. C'est un affluent de la fleuve Merrimack, qui fait partie du bassin versant du golfe du Maine.

## Hydrographie
La rivière Powwow prend sa source au centre de Danville au New Hampshire et coule vers le sud-est à travers Long Pond jusqu'à Kingston, où elle se jette dans Great Pond, un plan d'eau de 108 hectares au centre de la ville. En quittant Great Pond, la rivière pénètre dans un vaste réseau de zones humides et reçoit un important affluent du sud-ouest, l'exutoire de Country Pond, situé à Kingston et Newton. En continuant vers l'est, la rivière Powwow entre dans l'étang Powwow et passe dans le coin sud-ouest d'East Kingston, traversant le barrage de Trickling Falls à la route 107. La rivière tourne vers le sud-est et entre dans South Hampton, où elle se jette dans Tuxbury Pond et traverse Amesbury, Massachusetts. Au-dessous de la sortie de l'étang, la rivière serpente vers l'est le long de la ligne d'état avant d'entrer définitivement dans le Massachusetts au lac Gardner. La rivière traverse ensuite le centre d'Amesbury, où elle tombe sur des chutes et des rapides avant d'atteindre le fleuve Merrimack.

## Chutes à Amesbury
La rivière descend d'environ 27 mètres au centre d'Amesbury, fournissant suffisamment d'énergie hydraulique pour le développement industriel précoce de la ville. Les chutes au centre d'Amesbury présentent des vues intéressantes, avec une variété de machines, de barrages et de maisons entourant les chutes. La rivière coule sous un bâtiment historique au centre de la ville. Pendant les inondations, la rivière Powwow a fait l'actualité nationale en raison de la destruction potentielle de bâtiments historiques à Amesbury.

## Marais de cèdre blanc de l'Atlantique
Entre Country Pond et Powwow Pond, la rivière abrite le plus vaste complexe de zones humides de forêts marécageuses de cèdres blancs de l'Atlantique du New Hampshire. Les marécages de cèdre blanc de l'Atlantique sont un type de communauté naturelle rare à l'échelle mondiale. Sur les 200 000 hectares de zones humides dans le New Hampshire, seulement environ 220 hectares sont des marécages de cèdre blanc de l'Atlantique.
En 2004, The Nature Conservancy a acheté une parcelle de 20 hectares dont plus de 910 mètres longeant la rivière Powwow et la quasi-totalité d'un grand bassin marécageux de cèdre blanc de l'Atlantique. En 2006, The Nature Conservancy a acquis quatre autres parcelles, totalisant 16,9 hectares et augmentant ainsi le bord de rivière de 400 mètres de plus, ajoutant une protection supplémentaire au marais. Les partenaires espèrent à terme conserver un bloc contigu de plus de 360 hectares, protégeant la rivière et ses habitats particuliers et offrant des possibilités pour la navigation publique, la chasse, la pêche et l'observation de la faune.
La zone de la rivière entre Country Pond et Powwow Pond est également un excellent exemple d'écosystème de marais riverains et est située sur l'un des aquifères les plus grands et les plus productifs du sud-est du New Hampshire.